# Герб Стокгольма
Герб Стокгольма (швед. Stockholms stadsvapen) — офіційний символ шведської адміністративно-територіальної одиниці місцевого самоврядування комуни Стокгольм, столиці Швеції.

## Історія

Герб на гравюрі з панорамою міста Стокгольм (близько 1700 р.)

Від другої половини XIV століття місто Стокгольм використовувало герб зі Святим Еріком на міських печатках.   
Герб отримав королівське затвердження 1934 року.    
Після адміністративно-територіальної реформи, проведеної в Швеції на початку 1970-х років, муніципальні герби стали використовуватися лишень комунами. Цей герб був 1971 року перебраний для нової комуни Сигтуна.
Герб комуни офіційно зареєстровано 1974 року.

### Галерея

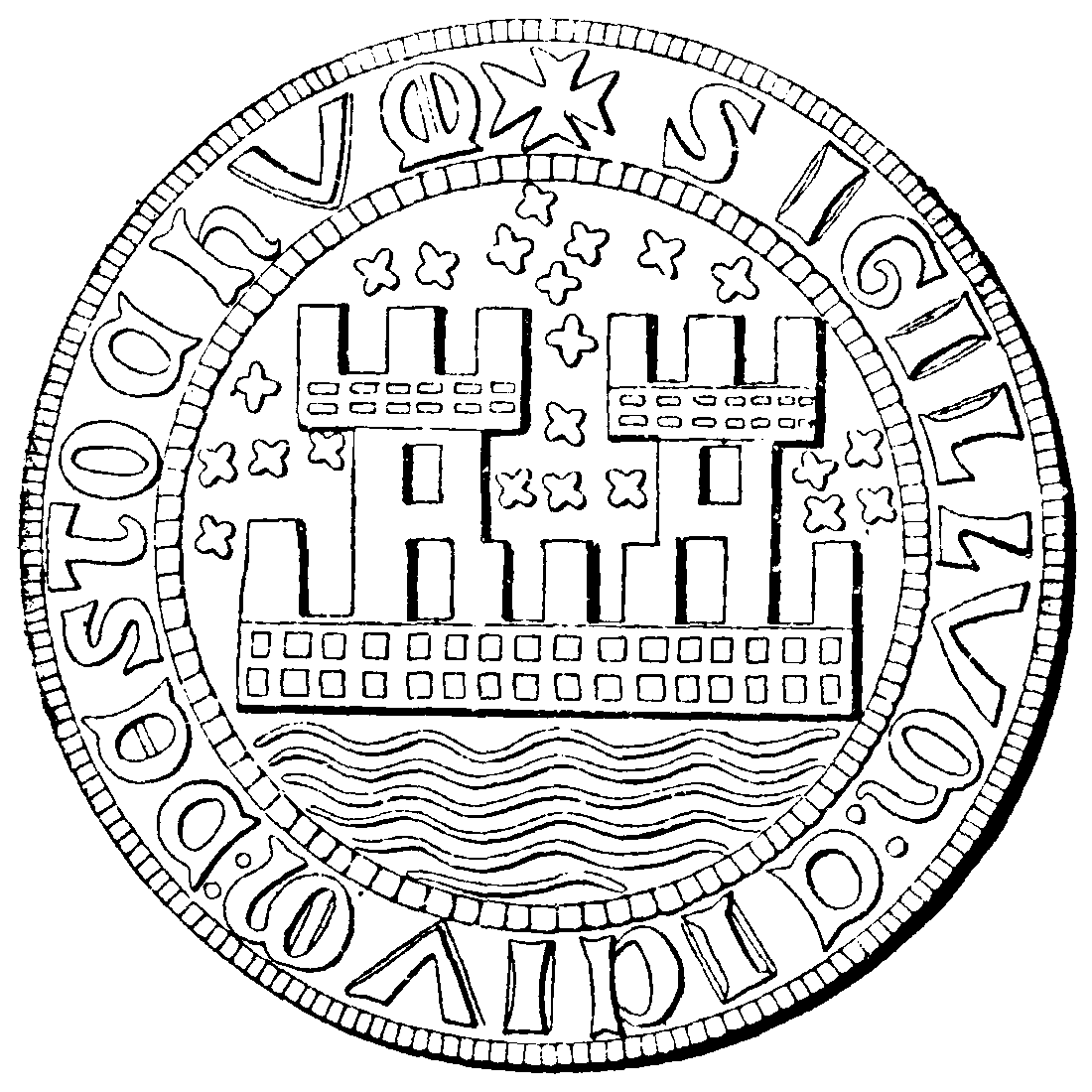
Печатка Стокгольма (1296 р.)
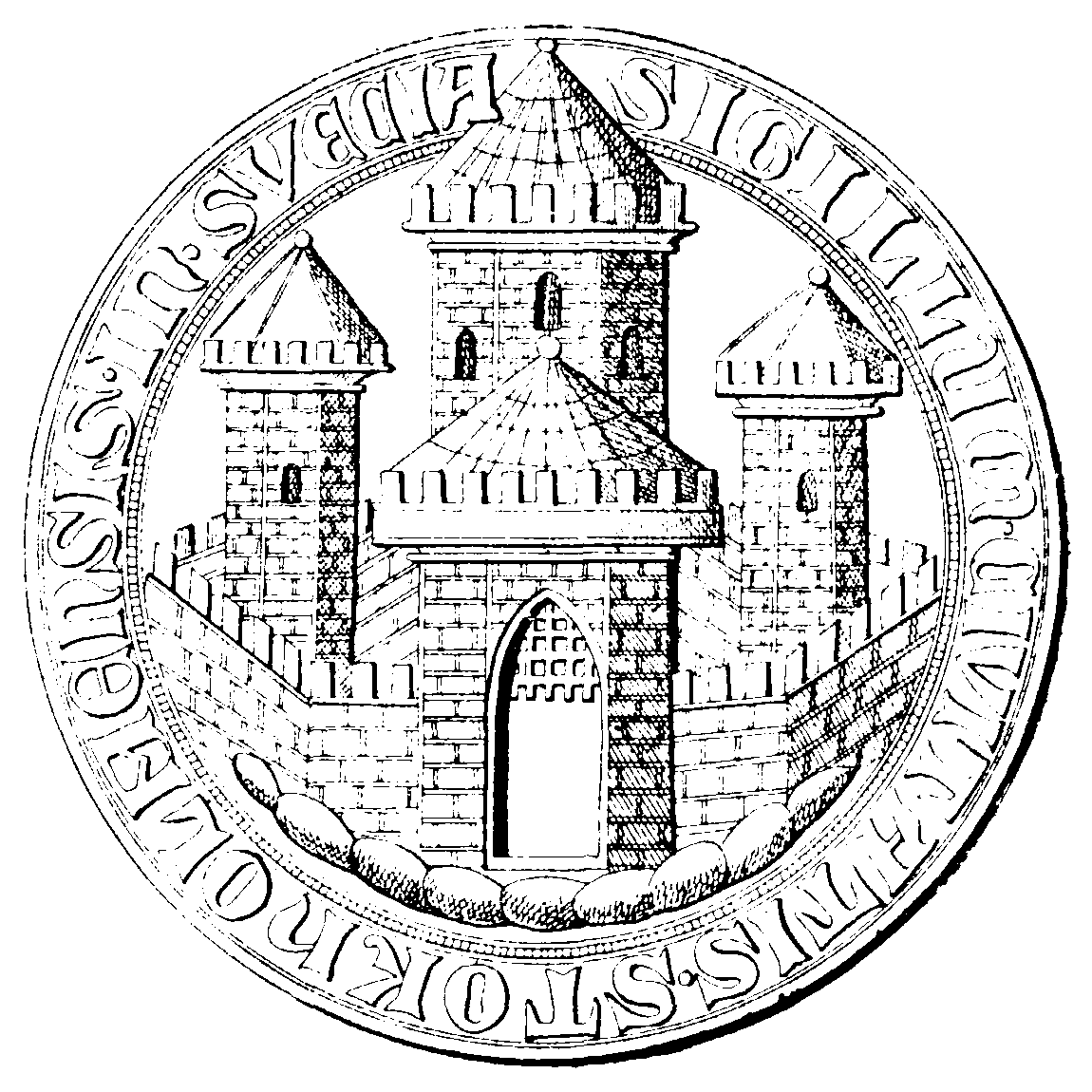
Печатка Стокгольма (1326  р.)
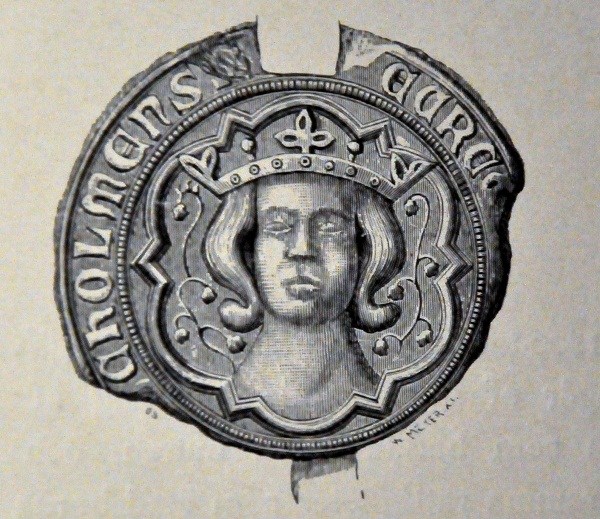
Печатка Стокгольма (1376  р.)
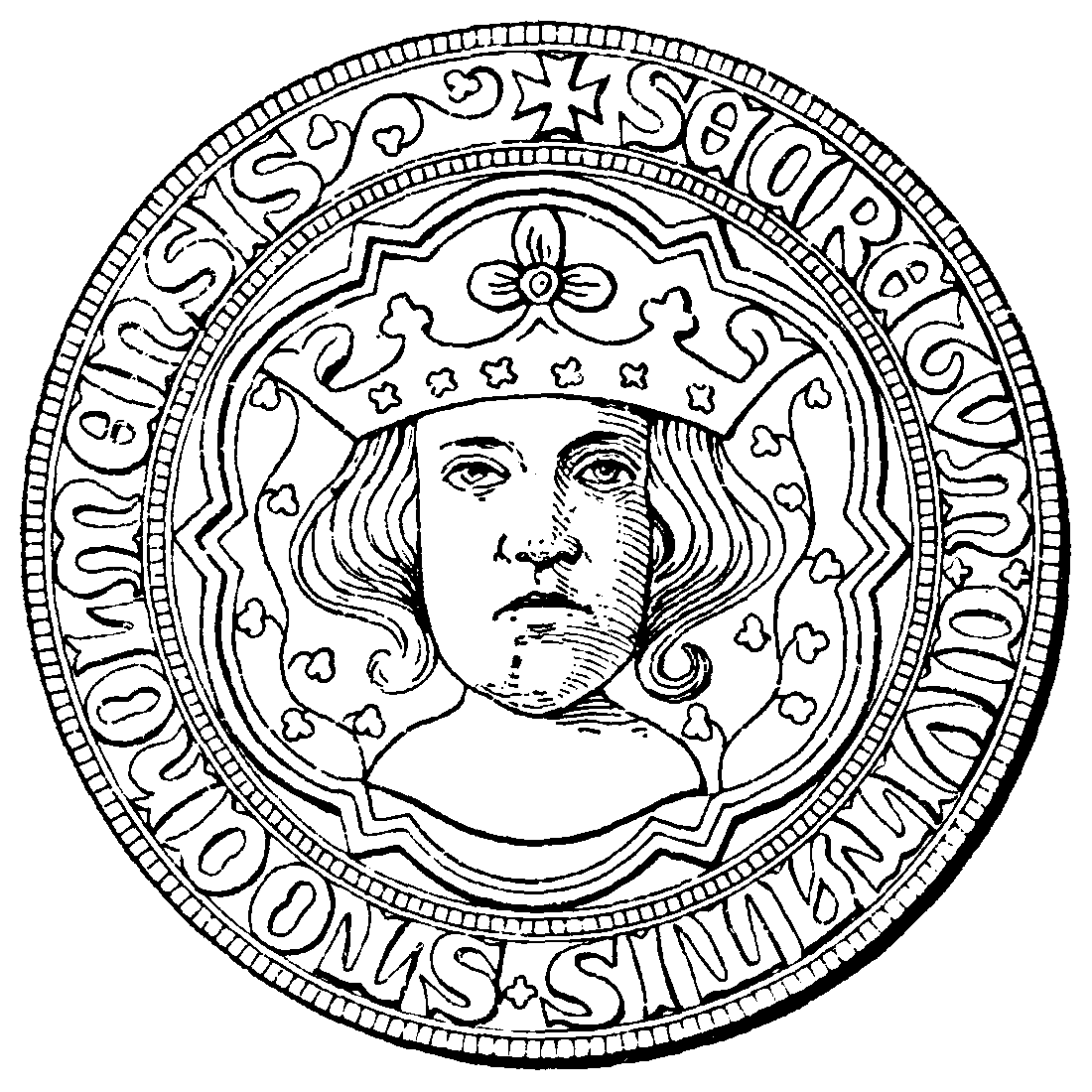
Печатка Стокгольма (1426  р.)
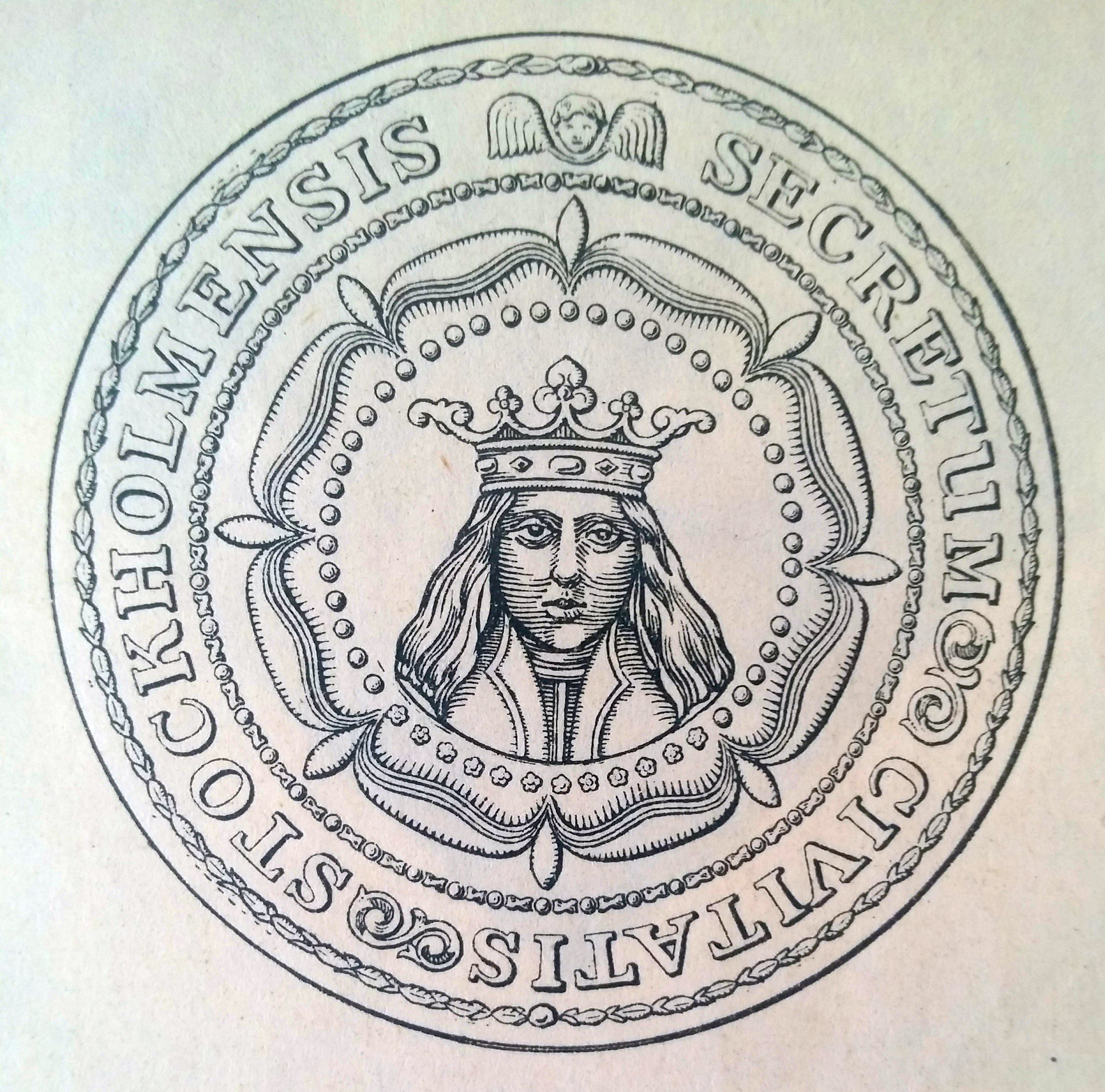
Печатка Стокгольма (1680  р.)

## Опис герба
У синьому полі золота коронована голова Святого Еріка.

## Зміст
Сюжет герба походить з міської печатки 1370-х років. Вживався у вигляді золотої голови покровителя Швеції короля Еріка Святого у синьому полі. Вперше як символ міста герб використано від 1300-х років. Сучасний дизайн набутий у 1900-х роках  